# 劉贇
劉 贇（りゅう いん、? - 951年）は、中国五代十国時代の後漢の宗室で武寧軍節度使。もとの名は承贇。実父は北漢の世祖劉崇で、養父は劉崇の兄で後漢の高祖劉知遠。弟は北漢の睿宗劉鈞。子は劉継文。
劉知遠の実子の劉承祐（隠帝）の皇帝即位に伴い、避諱して名から「承」の字を省いた。
乱兵による劉承祐殺害後、権臣である郭威（後の後周の太祖）の思惑により皇帝に擁立される予定であったが、劉承祐弑殺実行者たちの反対に遭って擁立は撤回され、まもなく殺害された。